# Marion Rolland
Marion Rolland (* 17. Oktober 1982 in Saint-Martin-d’Hères, Département Isère) ist eine ehemalige französische Skirennläuferin. Sie war vor allem in den Disziplinen Abfahrt und Super-G erfolgreich. Ihr größter Erfolg ist der Gewinn des Abfahrts-Weltmeistertitels im Jahr 2013.

## Biografie
Ihre ersten FIS-Rennen bestritt Rolland im Dezember 1997. Ihr erster Start im Europacup war im Dezember 1998, der erste Sieg gelang ihr am 24. Januar 2006 im Super-G von Megève. Im Weltcup ging Rolland erstmals am 30. Januar 2004 in der Abfahrt von Haus im Ennstal an den Start. Etwas mehr als ein Jahr später, am 26. Februar 2005, fuhr sie in der Abfahrt von San Sicario überraschend auf Platz 12 und gewann ihre ersten Weltcuppunkte. Die nächsten Weltcuppunkte holte sie aber erst am 20. Dezember 2006 mit Platz 27 in der Abfahrt von Val-d’Isère. Drei Wochen später musste sie die Saison 2006/07 nach einem Sturz im Abfahrtstraining in Zauchensee vorzeitig beenden.
Im ersten Weltcuprennen nach ihrer Verletzungspause, der Abfahrt von Sestriere am 9. Februar 2008, erreichte Rolland den elften Platz. Von nun an konnte sie sich regelmäßig in den Punkterängen klassieren und Ende Februar 2009 erzielte sie mit einem siebenten und einem sechsten Platz in den Abfahrten von Bansko ihre ersten Top-10-Resultate im Weltcup. Zuvor hatte sie bereits bei den Weltmeisterschaften 2009 in Val-d’Isère als beste Französin den fünften Platz in der Abfahrt erreicht und zudem Rang 16 im Super-G und Platz 18 in der Super-Kombination belegt.
Ihre vorläufig besten Weltcupresultate erzielte Rolland im Januar 2010 in Haus im Ennstal, wo sie in den beiden Abfahrten den fünften und den vierten Platz erreichte. Am 17. Februar erlitt sie in der Abfahrt der Olympischen Winterspiele 2010 bei einem Sturz kurz nach dem Start einen Kreuzbandriss im linken Knie. Im Abfahrtsweltcup erreichte sie 2009/10 trotz des vorzeitigen Saisonendes noch den neunten Platz. Im Winter 2010/11 waren Rollands beste Weltcupergebnisse zwei siebte Plätze. Bei den Weltmeisterschaften 2011 in Garmisch-Partenkirchen wurde sie 20. in der Abfahrt und 21. im Super-G.
In der letzten Abfahrt der Saison 2011/12, beim Weltcupfinale in Schladming, erreichte Rolland mit Platz zwei ihre erste Weltcup-Podestplatzierung. Im Abfahrtsweltcup erzielte sie damit den sechsten Platz. Am darauf folgenden Tag erreichte sie mit Platz drei im Super-G ebenfalls einen Podestplatz. Bei den Weltmeisterschaften 2013 in Schladming wurde Rolland nach einem eher enttäuschenden 22. Platz im Super-G überraschend Weltmeisterin in der Abfahrt. Ihr bestes Ergebnis in der Saison 2012/13 war zuvor ein vierter Platz in Cortina d’Ampezzo gewesen. Im September 2013 erlitt Rolland im Sommertraining in Chile einen Kreuzbandriss am rechten Knie, wodurch sie die gesamte Saison 2013/14 verpasste. Rolland verpasste wegen Knieproblemen auch einen Großteil der Saison 2014/15 und nahm nur an den Rennen in Val-d’Isère und Cortina d’Ampezzo teil. Im Super-G von Cortina verletzte sie sich erneut am rechten Knie. Nachdem sie die Weltmeisterschaften, wo sie als Titelverteidigerin einen sicheren Startplatz gehabt hätte, auslassen musste, beendete sie am 24. Februar 2015 ihre Karriere.

## Erfolge

### Weltmeisterschaften
- Val-d’Isère 2009: 5. Abfahrt, 16. Super-G, 18. Super-Kombination
- Garmisch-Partenkirchen 2011: 20. Abfahrt, 21. Super-G
- Schladming 2013: 1. Abfahrt, 22. Super-G

### Weltcup
- Saison 2009/10: 9. Abfahrtsweltcup
- Saison 2011/12: 6. Abfahrtsweltcup
- 6 Platzierungen unter den besten fünf, davon 2 Podestplätze

### Europacup
- 4 Podestplätze, davon 1 Sieg:

| Datum           | Ort    | Land       | Disziplin |
| --------------- | ------ | ---------- | --------- |
| 24. Januar 2006 | Megève | Frankreich | Super-G   |

### Juniorenweltmeisterschaften
- Verbier 2001: 9. Super-G, 13. Abfahrt, 48. Slalom

### Weitere Erfolge
- 7 französische Meistertitel:
  - 5× Abfahrt (2005, 2008, 2011, 2012 und 2013)
  - 2× Super-G (2012, 2013)
- Dreifache Französische Juniorenmeisterin (Abfahrt 2000, Riesenslalom 2001, Super-G 2004)
- 10 Siege in FIS-Rennen